# Kostenki
Kostenki, ou Kostionki (en russe : Костёнки), est un village de l'oblast de Voronej, en Russie. Il est situé sur la rive moyenne occidentale du Don, dans le raïon de Khokholski. Le mot kostenki signifie « petit os » en russe ; le mot russe костёнки (kostyonki) signifie « petit os » en français.
Le village est connu pour ses vestiges archéologiques (le complexe archéologique de Kostenki-Borshchevo) avec leurs restes fossiles d'Homo sapiens datés du début du Paléolithique supérieur.

## Archéologie
Le village et ses environs montre une concentration particulière de riches sites paléolithiques. Au moins 26 sites ont ainsi été retrouvé sur les territoires de Kostenki et de Borshchevo, le bourg voisin. L'ensemble couvre une période allant de 42 000 à 20 000 ans BP. 
L'éruption du volcan des Champs Phlégréens, en Italie, s'est produite il y a environ 39,28  ±  0,11 ka : une explosion de 500 km3 d'ignimbrite, la plus grande des 200 000 dernières années en Europe.
Une couche de cendres volcaniques campaniennes datée de 39 000 ans recouvre certains vestiges, montrant que des humains non identifiés habitaient le site avant l'éruption,.
Les ornements perforés à la main par forages rotatifs, trouvés dans la couche II de Kostenki 17, datent d'avant l'éruption et suggèrent que la population était "technologiquement" prête pour l'hiver volcanique à venir. L'assemblage d'outils lithiques situé au-dessous de la couche volcanique CI tephra est attribué à la culture locale transitionnelle streletskienne (ou Sungir), analogue aux cultures paléolithiques d'Europe centrale à la même époque telles que le Bohunicien.
Les premiers restes humains analysés ont été datés de 32 600 ± 1 100 ans avant le présent par datation au carbone 14, et consistaient en un tibia et une fibula attribués à Homo sapiens.

## Génétique
En 1954 a été découvert le squelette d'un jeune homme de petite taille, mort à l'âge de 20-25 ans. Il a été enterré dans une fosse ovale dans une position accroupie, recouvert d'ocre rouge. Ce squelette a été baptisé Markina Gora ou Kostenki 14, et fut daté dans un premier temps vers 30 000 ans avant le présent (AP), puis dans un deuxième temps entre 38 700 et 36 200 ans calibrés AP, donc plus vers le début du Paléolithique supérieur.
En 2009, de l'ADN mitochondrial (ADN-mt) a été extrait de ce fossile : Markina Gora (Kostenki 14) appartient par sa lignée maternelle à l'haplogroupe U2. L'haplogroupe U semble en effet apparaitre vers 50000 ans avant le présent, avant de se diversifier.
L'haplogoupe du chromosome Y (ADN-Y) appartient à l'Haplogroupe C variante M130 ou encore C1b (F1370), variante éteinte en Europe mais cousine de celles des chasseurs-cueilleurs européens postérieurs, tels les individus gravettiens de Dolní Věstonice (République tchèque) et l'individu mésolithique dit « La Braña » (Espagne, voir es:Hombre de La Braña).
Une étude de 2014 portant sur son ADN nucléaire autosomal (ADN-a) montre qu'il avait les yeux foncés et la peau sombre. L'analyse du génome de Markina Gora (Kostenki 14) montre aussi que :
- son ADN fossile contient environ 2,5 % d'ADN néandertalien, la population associée à Kostenki 14 serait donc issue du tronc commun  eurasien d'Homo Sapiens sortis d'Afrique et qui se serait métissée avec l'Homme de Néandertal, probablement au Moyen-Orient, il y a plus de 50 000 ans[9]. Cet ADN fossile, vieux d'au moins 36000 ans, possède 1% d'ADN néandertalien de plus que les Européens et les Asiatiques actuels, et ses séquences d'ADN néandertalien sont moins fragmentées qu'actuellement[7], ce qui confirme que les Homo Sapiens et les Néandertaliens se sont métissés au plus tard il y a 50 000 ans.
- il est plus près des européens que des asiatiques[7]; donc il y a au minimum 36000 ans le tronc commun eurasien a déjà éclaté en deux sous-groupes : européen-sibérien d'une part (Eurasien de l'Ouest dans la publication), et asiatique d'autre part (Eurasien de l'Est). Combiné avec les résultats concernant l'Homme de Ust-Ishim en Sibérie occidentale, daté de 45000 ans AP et qui appartient au tronc commun eurasien, on estime donc la séparation des européens-sibériens avec les asiatiques entre 45000 ans et 36 000 ans calibrés AP. De plus, l'Homme de Tianyuan en Chine, qui appartient à la lignée asiatique, est daté de 42000 à 39000 ans calibrés AP. Ceci restreint la fourchette de séparation entre 45000 ans et 40000 ans. En fait, l'Homme de Ust-Ishim est peut-être contemporain de la séparation des premiers eurasiens en deux grandes lignées, celle de Kostenki 14 vers l'Ouest (et la Sibérie) et celle de l'Homme de Tianyuan vers l'Est (Chine).
- le génome montre ainsi des affinités avec les populations postérieures gravettiennes d'Europe et de Sibérie[6], comme l'individu Malta 1 de la culture de Malta-Buret ayant vécu il y a 24 000 ans dans la région du lac Baïkal. Selon le généticien des populations David Reich, de l'Université Harvard, ce spécimen est important parce qu'il est le premier à montrer une certaine continuité entre les premiers Européens et les Européens actuels[6]. Toutefois, le génome de Kostenki 14 n'a pas de descendance directe dans les populations suivantes de chasseurs-cueilleurs puis les populations actuelles européennes, il faudrait plutôt le voir comme un « grand-oncle » de ces populations. Ceci confirmerait l'existence d'une ancienne lignée éteinte de population dans les steppes eurasiennes[7].
- les populations actuelles de Sibérie ne descendraient pas directement de Malta 1 et de Kostenki 14, mais de populations du Mésolithique ayant remplacé la culture de Malta-Buret allant du Ienisseï au lac Baïkal. Là aussi, en Sibérie, Kostenki 14 n'a pas laissé de descendance[7].
- Le génome Kostenki 14 possède quelques gènes propres aux Moyen-orientaux actuels, gènes trouvés également dans la population d'agriculteurs qui sont arrivés en Europe depuis le Proche-Orient il y a environ 8 000 ans[7]. Ceci suggère que la population associée à Kostenki 14 aurait reçu un flux de gènes d'une population contemporaine dite Eurasiens basaux (voir Basal Eurasian en anglais), population d'Homo Sapiens située probablement au Proche-Orient et n'ayant jamais été métissée avec l'Homme de Néandertal[9]. La population de Kostenki 14 serait donc le mélange de 2 populations d'Homo Sapiens plus ancestrales : une majoritaire, celle des Eurasiens de l'Ouest ou européens-sibériens du Paléolithique supérieur ancien (voir texte plus haut), et une minoritaire, celles des Eurasiens basaux[6]. Les deux populations pourraient avoir interagi brièvement avant 36 000 ans, puis seraient restées isolées l'une de l'autre pendant des millénaires[9] : en effet, si on retrouve le flux de gênes des Eurasiens basaux dans Kostenki 14, on ne le retrouve pas dans le génome des gravettiens européens ni dans celui de Malta 1 en Sibérie[7].
- Enfin, il n'y a pas de relation entre Kostenki 14 et des populations Australo-Mélanésiennes[7]. Ceci conforte d'autres études qui suggèrent que les Australo-Mélanésiens descendent du tronc commun eurasiatique avant sa séparation entre Eurasien de l'Ouest et Eurasien de l'Est. Une étude morphologique récente du squelette de Markina Gora[10] place ce dernier dans la variabilité morphologique des européens, et confirme qu'il n'est pas dans la variabilité morphologique des australo-mélanésiens.

L'analyse du génome de Kostenki montre que les origines des populations européennes actuelles « semblent être beaucoup plus complexes que la plupart des gens le pensaient », et que la dynamique des populations du Paléolithique supérieur (dispersion, mélange, remplacement) est élevée.

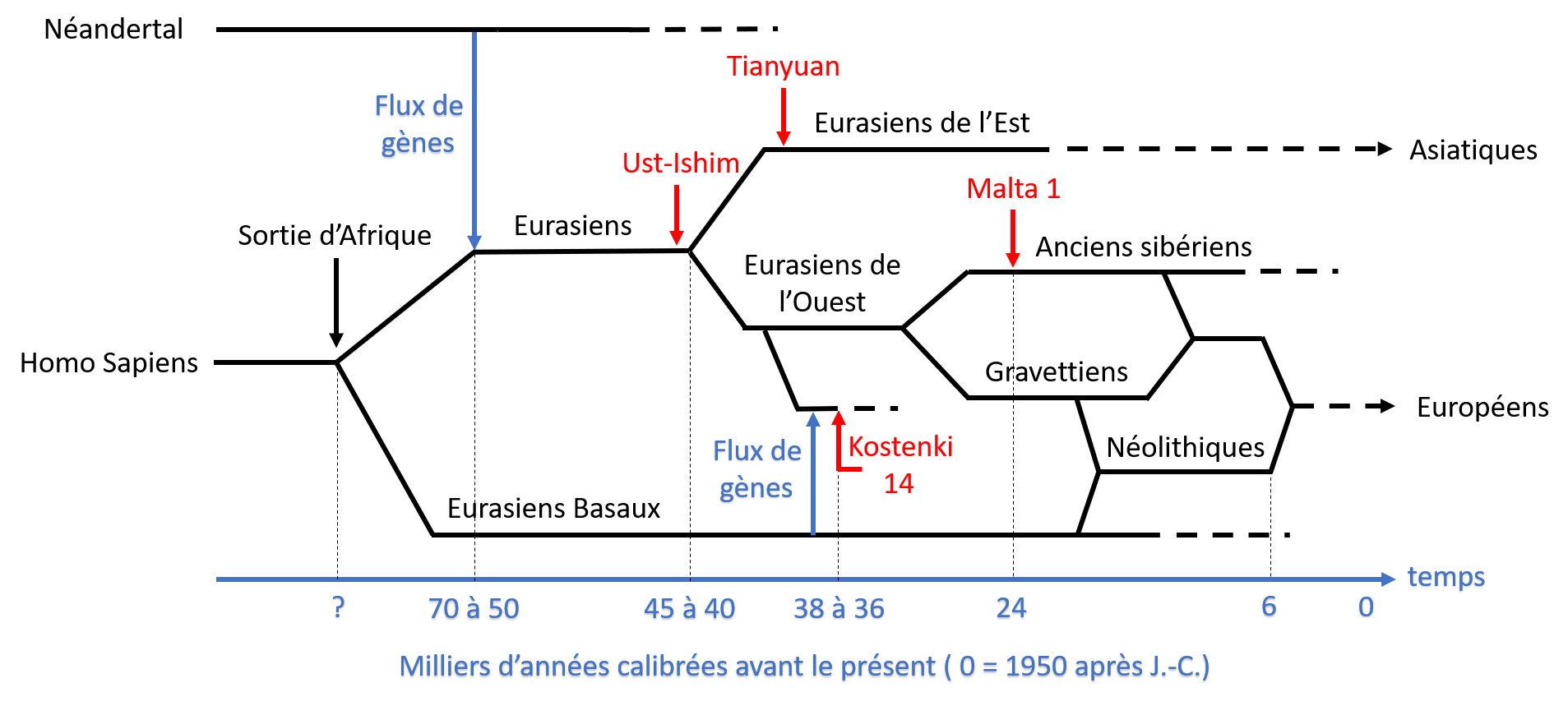
Schéma simplifié de la dynamique évolutive des populations du Paléolithique supérieur d'après le génome de Kostenki 14, schéma d'après l'article Seguin-Orlando et al. Science 2014.